# São Tomás de Aquino (kommun)
São Tomás de Aquino är en kommun i Brasilien.   Den ligger i delstaten Minas Gerais, i den sydöstra delen av landet, 600 km söder om huvudstaden Brasília. Antalet invånare är 7 093.
Följande samhällen finns i São Tomás de Aquino:
- São Tomás de Aquino

Omgivningarna runt São Tomás de Aquino är huvudsakligen savann. Runt São Tomás de Aquino är det ganska tätbefolkat, med 75 invånare per kvadratkilometer.